# Jordi Longarón i Llopart
Jordi Longarón i Llopart   (Barcelona, 29 de desembre de 1933 - Barcelona, 10 de maig de 2019) fou un dibuixant de còmic, il·lustrador i pintor.

## Biografia
Jordi Longaron i Llopart, va ser un dibuixant i il·lustrador reconegut principalment entre els professionals del còmic i la il·lustració, estudiosos i crítics, si bé la seva obra ha passat desapercebuda pel gran públic.
Va estudiar tres mesos a l'escola de la Llotja i va iniciar la seva carrera professional treballant per a editorials de Barcelona, com ara a Ediciones Toray, S. A., on va ser director d'estudi i per la qual va crear la icona del soldat que apareixia a les portades del còmic Hazañas Bélicas. També per a les diferents sèries d' Hazañas Bélicas i Hazañas del Oeste va fer portades i historietes.
Com altres dibuixants barcelonins va treballar per a les agències del còmic i il·lustració que comercialitzaven la tasca artística per a països com Anglaterra, Suècia, França o Alemanya, perdent-se així la seva firma per al mercat interior. Les agències per les que va treballar més freqüentment són Bardon Art, Selecciones Ilustradas i Norma Editorial.
El seu estil de dibuix és reconeixible per l'ús del pinzell i un traç personal conseqüència de la tremolor a les mans que va patir al llarg de la seva vida. A més de dibuixar còmic va il·lustrar portades de llibres, principalment de gènere western, romàntic i bèl·lic.
A finals de 1969 una mostra del seu treball va arribar als Estats Units d'Amèrica de la mà de Bardon Art per al Chicago Tribune New York News Syndicate (CTNYNS) que el va contractar per fer una nova sèrie de còmic per a premsa titulada Friday Foster. Friday Foster es va començar a publicar com a tira diària el 18 de gener de 1970 i amb planxa de color en els suplements dels diumenges.
El seu dibuix per a Friday Foster deixa molt palès el seu nivell gràfic: amb un traç realista i un pinzell segur i ferm, dotant d'energia els seus personatges. Cal remarcar la composició de les seves vinyetes, en què destaca l'acurat ambient dels exteriors i un estudiat joc de contrastos entre llums i ombres. Abans del tancament de la tira, Jordi Longaron va abandonar la sèrie i va ser substituït per altres professionals, com Frank Springer, Dick Giordano, Howard Chaykin o Gray Morrow.
El 2011 el jurat del Saló Internacional del Còmic de Barcelona li atorgà el Gran Premi del Saló en homenatge al conjunt de la seva obra i en reconeixement de la seva llarga carrera professional.
A partir de mitjans de la dècada dels 70 va compaginar el còmic i la il·lustració amb la pintura fins a la seva mort
Va morir a Barcelona el 10 de maig del 2019 a l'edat de 85 anys.

## Personatges
- El pequeño mosquetero, va ser un dels primers treballs publicats per l'Editorial Toray quan tenia només 16 anys. El guió fou obra de Salvador Dulcet, també membre de la plantilla de Toray. La història es desenvolupa durant el regnat de l'infant rei de França Lluís XIII i mostra les intrigues i les batalles entre els partidaris del jove rei i els partidaris de Maria de Medici, la seva mare i regent de França. Un jove, anomenat Mario s'enrola amb els mosqueters on amb els seus companys Aníbal i Víctor lluitaran dins del gènere de "capa i espasa"
- Friday Foster, és el nom de la tira diària, dibuixada per Longaron i escrita per Jim Lawrence (escriptor de radionovel·les i llibres juvenils). La peculiaritat d'aquest personatge és que va ser la primera sèrie de premsa protagonitzada per una dona afroamericana.[1] Aquest fet pot ser degut a l'èxit de les pel·lícules anomenades blaxploitation, que eren films d'acció protagonitzats per afroamericans, i això pot tenir a veure amb l'elecció.[1] Foster, la protagonista, primer com a model i després com a ajudant d'un fotògraf, va sobreviure, amb arguments situats entre l'aventura, el policíac i el romanticisme, fins al 1974.[1]

## Obra
| Anys      | Títol                                     | Guionista               | Enquadernació | Format                      | Mides              | Número | Editorial                      |
| --------- | ----------------------------------------- | ----------------------- | ------------- | --------------------------- | ------------------ | ------ | ------------------------------ |
| 1948      | Cuento de Hadas                           | ?                       | Grapa         | Quadern apaïsat             | 16 x 21 cm         | 8 ?    | Publicaciones Infantiles EMEGE |
| 1949      | Cuentos de la Abuelita                    | Diversos                | Grapa         | Quadern                     | 21 x 16 cm         | 32     | Toray                          |
| 1950      | El Caballero Negro                        | Longaron                | Grapa         | Quadern apaïsat             | 8 x 17 cm          | 16     | A. FABREGAT                    |
| 1951      | El Pequeño Mosquetero                     | Salvador Dulcet         | Grapa         | Quadern apaïsat             | 17 x 24 cm         | 21     | Toray                          |
| 1958      | Narraciones y Aventuras de David Crockett | ?                       | Grapa         | Quadern                     | 18 x 13 cm         | 12     | Toray                          |
| 1959      | Hombres de Acción                         | Joaquín Berenguer Artés | Grapa         | Quadern                     | 21 x 15 cm         | 16     | Toray                          |
| 1961-1971 | Hazañas Bélicas, Novelas Gráficas de      | Diversos                | Grapa         | Quadern vertical            | 21 x 15 cm         | 252    | Toray                          |
| 1962-1971 | Hazañas del Oeste                         | Diversos                | Grapa         | Quadern vertical            | 21 x 15 cm         | 244    | Toray                          |
| 1962      | Salomé                                    | Diversos                | Grapa         | Quadern vertical            | 20 x 14/17 x 12 cm | 247    | Toray                          |
| 1965-1966 | Poker                                     | Diversos                | Grapa         | Quadern vertical            | 17 x 12/21 x 15 cm | 52 ?   | Toray                          |
| 1965      | Valor                                     | Flores Lázaro           | ?             | Quadern vertical            | 17 x 12/21 x 15 cm | 56     | Toray                          |
| 1965      | Sioux                                     | Diversos                | Grapa         | Quadern vertical            | 17 x 12/21 x 15 cm | 184    | Toray                          |
| 1969      | Boixcar. Obras Completas                  | Boixcar                 | Grapa         | Quadern Vertical            | 21 x 15 cm         | 110    | Toray                          |
| 1965      | Conquistadores del Espacio                | Boixcar                 | Grapa         | Quadern Apaïsat             | 17 x 24 cm         | 1      | Ediciones Paulinas             |
| 1973-1988 | Hazañas Bélicas                           | Diversos                | Grapa         | Quadern Vertical i Apaïsat. | 21x15 / 19x27 cm   | 187    | Ediciones Ursus                |
| 1973      | Zona de Combate                           | Diversos                | Grapa         | Quadern Vertical            | 20 x 15 cm         | 9      | Ediciones Ursus                |
| 1977      | Blue Jeans                                | Diversos                | Plegat        | Revista                     | 27 x 21 cm         | 28     | Nueva Frontera, S.A.           |
| 1979      | Cimoc                                     | Diversos                | Grapa         | Revista                     | 27 x 20 cm         | 10     | Riego Ediciones, S.A.          |
| 1980-1981 | Hunter                                    | Diversos                | Grapa         | Revista                     | 17 x 21 cm         | 12     | Riego Ediciones, S.A.          |
| 1981      | Címoc Especial                            | Diversos                | Rústica       | Llibre                      | 27 x 21 cm         | 13     | Norma Editorial, S.A.          |
| 1982-1983 | Sargento Kirk                             | Diversos                | Grapa         | Revista                     | 27 x 21 cm.        | 14     | Norma Editorial, S.A.          |